# Warka
Warka lengyel város a Mazóviai vajdaságban, a Pilica mentén. 2009 augusztusában mintegy 11 400 lakossal rendelkezett. A város neve mindenekelőtt a sörfőzdéjében gyártott Warka sörről ismert.

## Fordítás
- Ez a szócikk részben vagy egészben  a   Warka című lengyel Wikipédia-szócikk ezen változatának fordításán alapul.  Az eredeti cikk szerkesztőit annak laptörténete sorolja fel. Ez a jelzés csupán a megfogalmazás eredetét és a szerzői jogokat jelzi, nem szolgál a cikkben szereplő információk forrásmegjelöléseként.

1. ↑  https://bdl.stat.gov.pl/api/v1/data/localities/by-unit/071427306114-0973978?var-id=1639616&format=jsonapi. (Hozzáférés: 2022. október 5.)